# Víctor Azcarreta i Colau
Víctor Azcarreta i Colau (Bilbao, 1857 – Lloret de Mar, 1940) fou un metge basc establert a Catalunya.
En 1882 es llicencià en medicina a la Universitat de Barcelona, on fou deixeble de Joan Giné i Partagàs. En 1883 es doctora a la Universitat de Madrid. Influït pel metge cubà Joaquín Albarrán y Domínguez, es va especialitzar en urologia a l'Hospital Necker de París amb Fèlix Guyon. En 1887 va fundar al carrer de Fontanella de Barcelona la Clínica Bonanova, dedicada a la urologia, introduint a Catalunya el citoscopi i el cateterisme ureteral, i fou un dels primers en utilitzar la radiologia en la urologia. En 1892 va fer amb èxit una operació d'extirpació de ronyó amb un tumor maligne.
Va presidir l'Acadèmia i Laboratori de Ciències Mèdiques el 1901-1902, i el 1905 fou vocal de la junta de govern del Col·legi Oficial de Metges de Barcelona. Va fundar la revista Revista quirúrgica de Vías Urinarias i va publicar estudis sobre la tuberculosi renal (1910), la talla i la litotrícia i va exposar tècniques de prostatectomia hipogàstrica (1919).

## Obres
- La Talla hipogástrica y la Litotricia
- Las roturas traumáticas de la uretra
- Tratamiento de las estrecheces infranqueables
- La Uretrotomia externa sin conductor
- 'La Talla hipogástrica en los cálculo de la vegiga
- Serie de nefrotomias por cálculos
- Los tumores de la vegiga
- Resultados de la nefrectomía en la tuberculosis del riñón